# Henryk Wojtynek

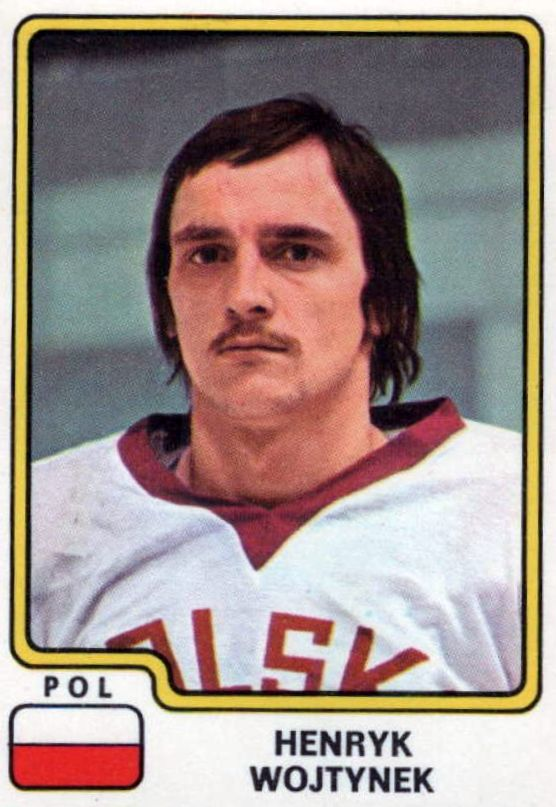
Henryk Wojtynek (1979)

Henryk Wojtynek (* 23. März 1950 in Katowice) ist ein ehemaliger polnischer Eishockeytorwart, der mit der polnischen Nationalmannschaft an mehreren internationalen Turnieren teilnahm.

## Karriere
In seiner Heimat spielte Wojtynek von 1970 bis 1982 für den Klub Naprzód Janów in der höchsten Spielklasse. Danach wechselte er nach Deutschland und spielte bis 1985 in drei Spielzeiten in der Oberliga bzw. 2. Bundesliga für Braunlage. In der Saison 1995/96 war er dort als Trainer tätig.

### International
Wojtynek absolvierte 131 Länderspiele für Polen. Er stand im Kader bei acht Eishockey-Weltmeisterschaften, darunter dreimal in der höchsten Division, sowie bei den Olympischen Winterspielen 1980.

## Trivia
In den verschiedenen Quellen werden Körpergrößen von 1,77 m und 1,78 m angegeben.